# Marek Heinz
Marek Heinz (Olomouc, 4 augustus 1977) is een Tsjechisch oud-voetballer.
Heinz speelde als aanvaller dertig interlands voor Tsjechië en scoorde daarin vijf doelpunten. Hij was actief op Euro 2004 en het WK 2006. In clubverband was hij vooral succesvol bij SK Sigma Olomouc, FC Baník Ostrava en 1. FC Brno.

## Erelijst
| Competitie               |                  |                  |                  |                  |
| Competitie               | Aantal           | Jaren            |                  |                  |
| FC Baník Ostrava         | FC Baník Ostrava | FC Baník Ostrava | FC Baník Ostrava | FC Baník Ostrava |
| ------------------------ | ---------------- | ---------------- | ---------------- | ---------------- |
| Gambrinus liga           | 1×               | 2003/04          |                  |                  |
| Individueel              |                  |                  |                  |                  |
| Topscorer Gambrinus liga | 1×               | 2003/04          |                  |                  |